# Antognasco
L'Antognasco è un torrente della Lombardia, che scorre in provincia di Sondrio. Nasce dal Pizzo Scalino, e scorre in direzione nordest-sudovest nella Val di Togno, attraversando i comuni di Montagna in Valtellina, Spriana, Sondrio e Torre di Santa Maria, in Valmalenco. Confluisce da sinistra nel Mallero all'altezza di Arquino, frazione di Sondrio. La portata del torrente è sfruttata ai fini idroelettrici, nella centrale di Lanzada.